# Гуреничи
Гуреничи — деревня в Ганьковском сельском поселении Тихвинского района Ленинградской области.

## История
ГУРЕНИЧИ — деревня Новинского общества, прихода погоста Уштовичей. Река Капша. 

Крестьянских дворов — 16. Строений — 26, в том числе жилых — 18.

Число жителей по семейным спискам 1879 г.: 46 м. п., 49 ж. п.; по приходским сведениям 1879 г.: 38 м. п., 47 ж. п.

В конце XIX — начале XX века деревня административно относилась к Куневичской волости 2-го земского участка 2-го стана Тихвинского уезда Новгородской губернии.

ГУРЕНИЧИ — деревня Новинского общества, дворов — 22, жилых домов — 31, число жителей: 62 м. п., 68 ж. п. 

Занятия жителей — земледелие, лесные промыслы. Река Капша. (1910 год)

С 1917 по 1918 год деревня Гуреничи входила в состав Куневичской волости Тихвинского уезда Новгородской губернии. 
С 1918 года в составе Череповецкой губернии.
С 1924 года в составе Капшинской волости.
С 1927 года в составе Токаревского сельсовета Капшинского района.
В 1928 году население деревни Гуреничи составляло 116 человек.

Деревня Гуреничи на карте 1932 года

Согласно карте Ленинградской области Северо-западного аэрогеодезического треста ГГУ издания 1932 года деревня насчитывала 9 крестьянских дворов.
По данным 1933 года деревня Гуреничи входила в состав Токаревского сельсовета Капшинского района Ленинградской области.
С 1954 года в составе Новинского сельсовета.
В 1958 году население деревни Гуреничи составляло 48 человек.
С 1963 года в составе Тихвинского района.
По данным 1966 года деревня Гуреничи входила в состав Новинского сельсовета.
По данным 1973 и 1990 годов деревня Гуреничи входила в состав Ерёминогорского сельсовета.
В 1997 году в деревне Гуреничи Ерёминогорской волости проживали 5 человек, в 2002 году постоянного населения не было.
В 2007 году в деревне Гуреничи Ганьковского СП проживал 1 человек, в 2010 году постоянного населения не было.

## География
Деревня расположена в северной части района к востоку от автодороги 41А-009 (Лодейное Поле — Тихвин — Чудово).
Расстояние до административного центра поселения — 29 км.
Расстояние до ближайшей железнодорожной станции Тихвин — 85 км.
Деревня находится на левом берегу реки Капша.

## Демография
| 2007 | 2010 | 2017 |
| ---- | ---- | ---- |
| 1    | ↘0   | ↗2   |

Согласно данным Всероссийской переписи населения 2021 года в деревне постоянного населения не было.